# Something in the Way You Move
«Something in the Way You Move» (с англ. — «Что-то особенное в твоих движениях») ― сингл британской певицы Элли Голдинг с ее третьего студийного альбома Delirium. Песня была представлена на радио в США 19 января 2016 года. Она достигла 51-го места в UK Singles Chart и 43-го места в американском Billboard Hot 100.

## Критика
Песня получила в основном положительные отзывы музыкальных критиков. MTV News назвал песню «чистым поп-блаженством». Ян Сэндвелл из Digital Spy назвал ее поп-магией и поп-золотом. Бьянка Грейси из Idolator сочла песню яркой и сказала, что не удивится если она захватит радиостанции. [днако, журнал Music Times написал отрицательный отзыв, назвав сингл универсальным попом и заявив, что в нем нет ничего интересного или оригинального . Хейзел Силлс из Pitchfork написала, что, хотя песня приятная и мелодичная, Селена Гомес уже спела похожую композицию «Me & The Rhythm».

## Музыкальное видео
Лирическое видео на песню «Something in the Way You Move» было выпущено 9 октября 2015 года. Официальное музыкальное видео было снято режиссером Эдом Коулманом, а премьера состоялась 23 февраля 2016 года. В клипе показано живое выступление Голдинг в Антверпене, Бельгия, в рамках мирового турне Delirium.

## Чарты
| Chart (2015−2016)                      | Peak position |
| -------------------------------------- | ------------- |
| Argentina (Monitor Latino)             | 10            |
| Австралия (ARIA)                       | 46            |
| Австрия (Ö3 Austria Top 40)            | 52            |
| Бельгия/Фландрия (Ultratop 50)         | 17            |
| Бельгия/Валлония (Ultratop 50)         | 23            |
| Канада (Billboard Canadian Hot 100)    | 59            |
| Канада (Billboard AC)                  | 30            |
| Канада (Billboard CHR/Top 40)          | 26            |
| Канада (Billboard Hot AC)              | 13            |
| Чехия (Singles Digitál Top 100)        | 35            |
| Франция (SNEP)                         | 97            |
| Германия (GfK)                         | 70            |
| Ирландия (IRMA)                        | 62            |
| Нидерланды (Dutch Top 40)              | 32            |
| Нидерланды (Single Top 100)            | 69            |
| Польша (Polish Airplay Top 100)        | 5             |
| Шотландия (OCC Scotland)               | 27            |
| Словакия (Rádio — Top 100)             | 26            |
| Словакия (Singles Digitál Top 100)     | 49            |
| Slovenia (SloTop50)                    | 8             |
| Sweden Heatseekers (Sverigetopplistan) | 1             |
| Швейцария (Schweizer Hitparade)        | 58            |
| Великобритания (OCC UK Singles)        | 51            |
| США (Billboard Hot 100)                | 43            |
| США (Billboard Adult Contemporary)     | 19            |
| США (Billboard Adult Pop Airplay)      | 7             |
| США (Billboard Pop Airplay)            | 13            |

| Chart (2016)                | Position |
| --------------------------- | -------- |
| Argentina (Monitor Latino)  | 55       |
| Belgium (Ultratop Wallonia) | 97       |
| US Adult Top 40 (Billboard) | 30       |

## Сертификации
| Регион                                                                      | Сертификация | Продажи |
| --------------------------------------------------------------------------- | ------------ | ------- |
| Польша (ZPAV)                                                               | Золотой      | 10 000  |
| США (RIAA)                                                                  | Золотой      | 500 000 |
| Данные о продажах + прослушиваниях приведены только на основе сертификации. |              |         |